# Südalpen-Säbelschrecke
Die Südalpen-Säbelschrecke (Barbitistes obtusus) gehört innerhalb der Unterordnung der Langfühlerschrecken zur Unterfamilie der Sichelschrecken (Phaneropterinae).

## Merkmale

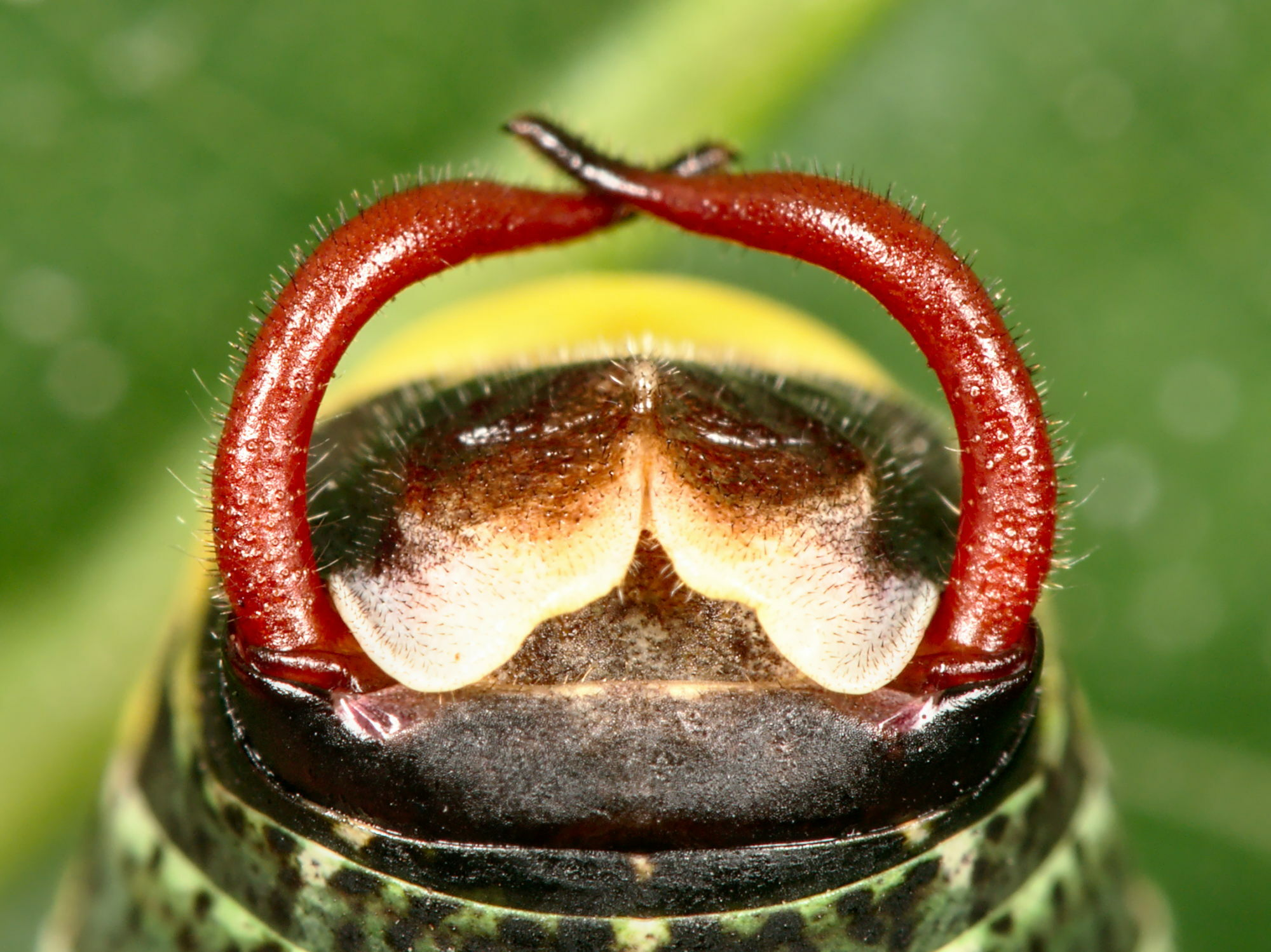
Cerci des Männchens sind S-förmig gebogen und dunkelrot gefärbt

Die Südalpen-Säbelschrecke ähnelt der Laubholz-Säbelschrecke stark und ist wie diese 15 bis 20 mm lang, sodass beide Arten nur schwer voneinander zu unterscheiden sind. Die Grundfärbung variiert erheblich von grau- und hellbraun über olivgrün bis hellgrün und türkisfarben. Der Hinterleib ist kurz und dick, der Halsschild und der Kopf sind klein. Die Fühler erreichen in etwa Körperlänge. Die Beine sind mittellang und tragen an den Unterschenkeln kleine Stacheln. Die stark zurückgebildeten Flügel sind hellbraun. Vom Auge über den Thorax und bis zum Hinterleib zieht sich ein gelbes Band, das sich auf letzterem oft noch fortsetzt. Der Kopf kann wie die Beine leicht rötlich getönt sein. Der Hinterleib weist winzige dunkle Punkte auf, die dichter oder weiter voneinander entfernt stehen können, sodass der Körper manchmal dunkelgrün wirkt. Die Cerci des Männchens sind deutlich s-förmig gebogen und dunkelrot gefärbt. Sie sind das wichtigste Unterscheidungsmerkmal zwischen der Laubholz-Säbelschrecke und dieser Art. Letztere hat abgestumpfte Cercusenden, und einen winzigen Zahn am Ende derselben.

## Lebensweise und Verbreitung
Die Südalpen-Säbelschrecke lebt in leicht schattigen Wäldern und Buschland. Sie ist oft auf Brombeerblättern zu finden. Die Art ersetzt die Laubholz-Säbelschrecke in den südlichen Alpen. Sie kommt von den Basses-Alpes bis zu den Julischen Alpen und in kleinen Populationen in den Apuanischen Alpen vor.